# 常罡
常罡，字曜北，號怡之；北京人（祖籍河南安陽，猶太裔），中國作家、音樂學人、文物鑒藏家。中國作家協會會員。

## 生平
1978年考入中央音樂學院音樂學系；1983年起在中國戲曲學院作曲系教授管弦樂配器法。1985年入讀美國伊利諾大學音樂學院（School of Music, University of Illinois at Urbana-Champaign ），獲音樂教育學碩士學位。歸國後任教中央音樂學院，任音樂教育研究室主任、音樂文獻編譯室副譯審。
常罡為中國作家協會會員，自1983年起在《青春》、《上海文學》、《當代》、《十月》等刊物上發表中、短篇文學作品；其短篇小說《人異途殊》獲第十一屆聯合文學小說獎；長篇小說《靜窗手稿》於1999年由昆侖出版社出版。    
常罡潛心研究中國古代文化與文物，其考據散文集《海外拾珍記》於2008年由人民美術出版社出版。增訂再版《海外拾珍記》於2018年由北京三聯書店出版。文物專著《滄海遺珠-掐絲琺瑯鼻煙壺研究》於2013年由北京三聯書店出版。

## 主要音樂譯作
- 《達豪的歌》人民音樂出版社，1998；
- 《維瓦爾蒂》世界文物出版社，1996；
- 《蒙特威爾蒂-牧歌》世界文物出版社，1996；
- 《薩蒂鋼琴作品集》世界圖書出版公司，1998
- 《拉赫瑪尼諾夫-管弦樂》花山文藝出版社，1999；
- 《20世紀世界著名交響樂團集錦》世界圖書出版公司，2001